# Дотянуться до звезды-2
Дотянуться до звезды-2 (исп. Alcanzar una estrella II) — мексиканская 100-серийная мелодрама с элементами мюзикла 1991 года производства Televisa, являющиеся продолжением телесериала Дотянуться до звезды.

## Сюжет
Эдуардо Касабланка проводит конкурс с целью сформирования музыкальной группы, однако в последний момент отказался от затеи и поехал вместе со своей женой Лореной в тур по Европе, но поручил дело Алехандро Ларедо и он отобрал солистов: Джессику, Маримар, Мигеля Анхеля, Сильвану и Хорхе, о их успешном отборе сообщила телеведущая Лилиана. Алехандро Ларедо придумал имя музыкальной группе — Muñecos de Papel, которая стала популярной музыкальной группы в Мексике.

## Создатели телесериала

### В ролях
- Саша Сокол - Джессика Ласкураин Конти
- Рики Мартин - Пабло Лоредо Муриэль
- Анхелика Ривера - Сильвана Велес
- Эрик Рубин - Мигель Анхель Кастельяр
- Биби Гайтан - Мария дель Мар «Маримар» Перес
- Педро Фернандес - Хорхе Пуэнте
- Хосе Алонсо - Леонардо Ласкураин
- Сильвия Паскуэль - Паулина Муриэль де Лоредо
- Отто Сирго - Алехандро Лоредо
- Эдуардо Паломо† - Габриэль Лоредо Муриэль
- Луис Химено - Дон Одисео Конти
- Анель - Вероника Велес
- Габриэла Гольдсмит - Кристина Каррильо
- Анхелика Ривальсаба - Аурора Лореда
- Маркос Вальдес - Амадеус Сильва
- Оскар Травен - Роке Эскамилья
- Даниэль Мартин - Хоакин де ла Фуэнте
- Алехандро Ибарра - Рене/Фелипе Руеда (в воспоминаниях героев)
- Дасия Гонсалес - Мария де ла Лус «Луча» де Руеда
- Луис Баярдо - Густаво Руеда
- Андреа Легаррета - Адриана дель Кастильо
- Эктор Суарес Гомис - Педро Луго
- Лорена Рохас† - Сара дель Рио
- Маура Рохас - Лилиана Рохас
- Октавио Галиндо† - Октавио Парра
- Эрнесто Яньес - Мартин Негрете Колорадо
- Эдуардо Капетильо - Эдуардо Касабланка
- Мариана Гарса - Лорена Гайтан Рока/Мелисса
- Луис Кутюрье - Гонсало Кастельяр
- Росанхела Бальбо †- Мариана де Кастельяр
- Мария Прадо - Клара де Пуэнте
- Педро Вебер "Чатануга" †- Рикардо Пуэнте
- Нэнси Тамес - Трихи
- Марисоль Сантакрус - Стэйси Ловели Нортон
- Амара Вильяфуэрте - Лаура Велес
- Флоренсия Ферре - Клаудия Лоредо Муриэль
- Лина Сантос - Лина
- Паола Сантони - Бети
- Давид Остроски - Роберто Урибе
- Юйю - Флора де Перес
- Поло Ортин† - Ансельмо Перес
- Мариса де Лилье - Дельфина
- Серхио Сендель - Рикардо «Рикки» Пуэнте
- Марипас Банкельс - Ивонн
- Бенхамин Ислас - Хенаро
- Алехандра Исраэль - Офелия
- Оскар Вальехо - Гаспар «Гаспарин» Сильва
- Хосе Луис Саласар - Педро Луго дель Кастильо
- Марсела Паэс - Ирене де ла Фуэнте
- Алехандра Лоретто
- Рикардо Мондрагон
- Беатрис Монрой
- Ада Кронер
- Рене Куирос
- Фернандо Гутьеррес
- Херман Новоа - Карлос Руеда
- Патрисия Мантерола
- Фернандо Арау - Бернардо Баррабас
- Серхио Хурадо
- Тито Ресендис
- Ванда Сеух - Лукресия Маганья/Лаула Соррайя
- Херман Бландо
- Алехандро Авила
- Роммель Артеага
- Синтия Торач
- Карен Беатрис
- Хосе Луис Падилья
- Нубия Марти
- Фернандо Колунга
- Фанданго - приглашённые гости

### Административная группа
- авторы сценария: Карлос Агилар, Карлос Диас и Хосе Антонио Олвера
- литературный редактор: Долорес Ортега
- музыкальная тема заставки: Estrella de Ilusión, Muñecos de Papel, No Quiero Dejar De Brillar
- вокал: музыкальная группа Zarabanda, музыкальная группа Muñecos de Papel
- композитор: Херардо Гарсия
- оператор-постановщик: Марко Флавио Крус
- режиссёры-постановщики: Маноло Гарсия и Марко Флавио Крус
- координатор производства: Хуитлалцин Васкес
- заместитель начальника производства: Росаура Мартинес Феликс
- начальники производства: Адриана Арройо, Хуан Карлос Лопес
- продюсер: Луис де Льяно Маседо

## Награды и премии

### TVyNovelas(1 из 1)
| Номинация                 | Персона    | Итоги премии |
| ------------------------- | ---------- | ------------ |
| Лучшее мужское откровение | Отто Сирго | ПОБЕДА       |